# (1175) Margo
(1175) Margo es el asteroide número 1175 perteneciente al cinturón exterior de asteroides. Fue descubierto por el astrónomo Karl Wilhelm Reinmuth  desde el observatorio de Heidelberg, el 17 de octubre de 1930. Su designación alternativa es 1930 UD. Se desconoce la razón del nombre.